# Zebeeba dardoinula
Zebeeba dardoinula är en fjärilsart som beskrevs av Miller 1869. Zebeeba dardoinula ingår i släktet Zebeeba och familjen nattflyn. Inga underarter finns listade i Catalogue of Life.